# Wolfgang Aly
Wolfgang Aly (12 de agosto de 1881 em Magdeburg - 3 de setembro de 1962 em Phaistos, Creta) foi um filólogo clássico alemão. Ele era membro do NSDAP (Partido Nazi). Em 1 de dezembro de 1931, juntou-se e foi o primeiro membro do NSDAP (Partido Nazi) da Universidade de Freiburg.